# Slurry (esplosivo)
Gli slurry (o watergel) sono esplosivi dalla consistenza plastica e gelatinosa.
Sono miscele esplodenti perlopiù a base di nitrato d'ammonio, metilammina nitrata ed additivi sensibilizzanti (polveri di alluminio) dispersi in un gel a base acquosa (10% circa del composto) prodotto utilizzando farina di semi di Guar. Tale gel viene stabilizzato (reticolato) per ottenere un composto plastico, gelatinoso ed impermeabile.
Vengono vantaggiosamente usati al posto degli ANFO in quelle situazioni dove è possibile trovare acqua nei fori da mina, acqua che inattiverebbe gli ANFO.
I watergel commerciali sono generalmente confezionati in cartucce (anche se negli Stati Uniti vengono preparati direttamente in bulk container e versati direttamente nei fornelli) hanno una densità di 1,1 - 1,4 g/cm³, una distanza di colpo di 1 – 3 cm una velocità di detonazione di 1800 – 3500 m/s, temperatura di esplosione 2200 -2500 °C, volume gas all temperatura di esplosione 6000 - 8000 l/kg, energia specifica 600 - 700 kJ/kg, pressione specifico 600 - 900 atm/kg, strength 50-75% inoltre sono insensibili alla frizione e all'urto e bruciano fintantoché sono esposti ad una fiamma: come ne vengono allontanati si spengono. A fronte di tutto ciò rientrano nel ristretto novero degli "esplosivi di sicurezza".
Principali produttori italiani:
- Pravisani Esplosivi- Udine (Tutagex)
- SEI - Ghedi, BS (Sigma)